# Trihas Gebre
Trihas Gebre Aunoon (29 de abril de 1990, Wukro) es una atleta española de origen etíope especializada en carreras de fondo. Participó en los Juegos Olímpicos de Río de Janeiro en 2016. Ha sido campeona de España de campo a través en cinco ocasiones consecutivas y tiene la mejor marca española en la prueba de 15 km y fue también plusmarquista española de medio maratón.

## Carrera deportiva
Trihas Gebre nació en Etiopía, donde empezó a practicar atletismo. Adquirió su primera experiencia internacional en 2007, cuando ganó la medalla de bronce en la carrera de 3000 metros con obstáculos de los Campeonatos Africanos Júnior celebrados en Uagadugú con un tiempo de 10:17.30 min. Posteriormente en 2010 se estableció en España y adquirió la nacionalidad española en 2014. Debutó con la selección de España, en el Campeonato de Europa de Cross de 2014, que se celebró en Samokow, donde terminó 13ª en la carrera individual con un tiempo de 29:25 minutos y obtuvo la medalla de plata en la competición por equipos, por detrás del equipo británico.
Al año siguiente, terminó decimoquinta en los Mundiales de cross de 2015 en Guiyang y en agosto terminó decimosexta en la carrera de 10 000 metros lisos de los campeonatos mundiales de Pekín. Ese año, en diciembre, fue undécima en los Campeonatos de Europa de Cross de Hyères. 
En 2016, participó en los campeonatos de Europa de Ámsterdam, donde quedó en décima posición en la prueba de 10 000 metros y volvió a competir en esta distancia en los Juegos Olímpicos de Río de Janeiro 2016, donde fue vigésimo novena. En diciembre, alcanzó la séptima posición en la prueba individual del Campeonato de Europa de Cross celebrado en Chia, con un tiempo de 25:41 minutos. 
Al año siguiente, terminó 20ª en el Campeonato del Mundo de Cross de 2017 en Kampala y 13ª en el Campeonato de Europa de Cross de Šamorín en 27:53 min. En el Campeonato del Mundo de Medio Maratón de 2018 en Valencia, terminó 33ª en 1:12:02 h y en agosto, terminó 9ª en el Campeonato de Europa de Berlín. En 2019 volvió a ser campeona de España de campo a través y de la prueba de 10 000 metros.